# Iznájar
Iznájar is een gemeente in de Spaanse provincie Córdoba in de regio Andalusië met een oppervlakte van 136 km². In 2007 telde Iznájar 4843 inwoners.

## Galerij

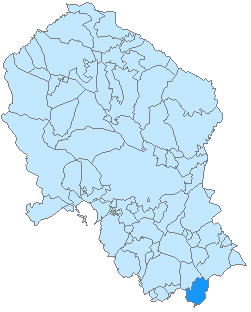
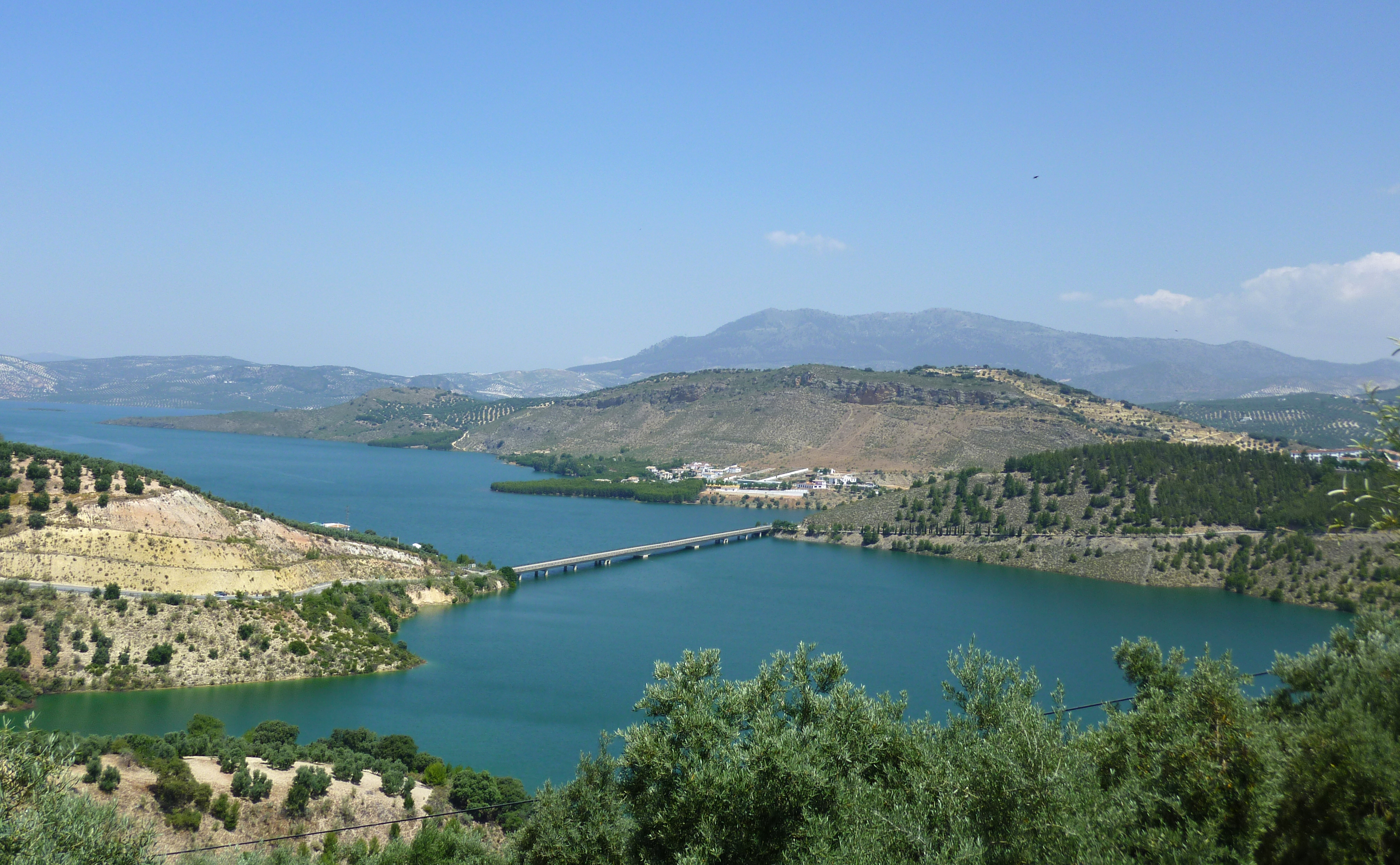
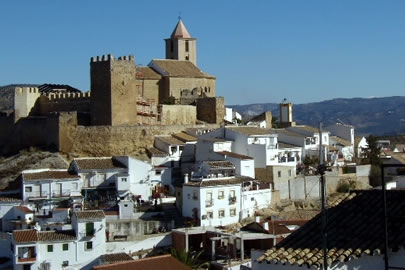
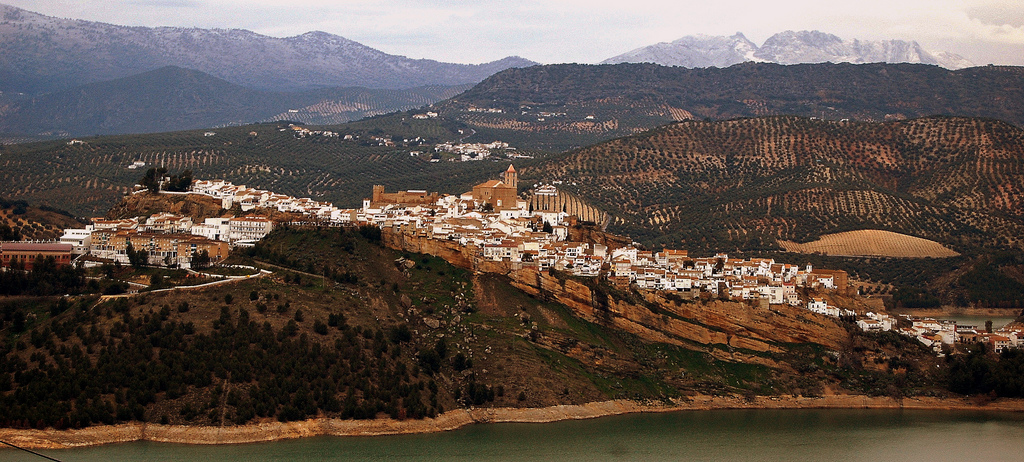

## Demografische ontwikkeling
Bron: INE, 1857-2011: volkstellingen